# Дом Элисон

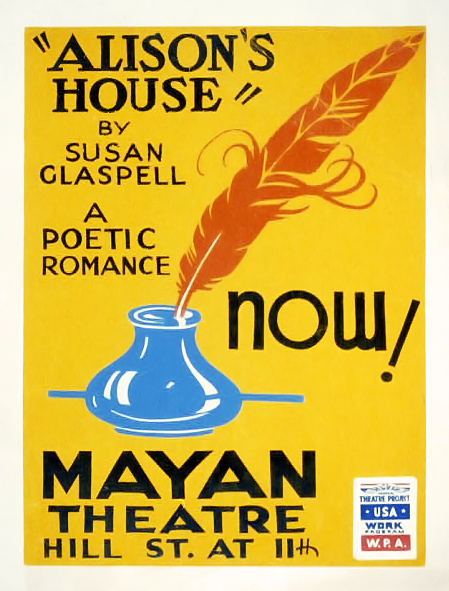
Афиша спектакля «Дом Элисон» в Лос-Анджелесе в 1938 году в рамках Федерального театрального проекта

«Дом Элисон» (англ. Alison's House) — драма в трёх действиях американской женщины-драматурга Сьюзен Гласпелл.

## Синопсис
Прошло 18 лет со дня смерти выдающейся поэтессы Элисон Стэнхоуп. Дом, в котором она жила, должен быть продан, но он хранит секреты хозяйки. Пожертвовала ли Элисон мужчиной, которого любила, ради репутации своей семьи? Кому приносят пользу такие жертвы?
Действие пьесы разворачивается 31 декабря 1899 года, на пороге XX века, который принесёт новые представления об истинных ценностях.

## Создание и постановки
Пьеса была написана под вдохновением от жизни и творчеством американской поэтессы Эмили Дикинсон. Местом действия была выбрана родной для Гласпелл штат Айова.
Первая постановка пьесы состоялась в Civic Repertory Theatre Евы Ле Гальенн в Нью-Йорке 1 декабря 1930 года. Спектакль выдержал 25 представлений в течение сезона. В 1931 году пьеса была удостоена Пулитцеровской премии за драму. В том же году постановку осуществил театр Ритц, но отзывы о спектакле не были восторженными, и через две недели он был снят со сцены, чтобы больше не появляться на ней более 60 лет.
На волне возрождения интереса к творчеству Сьюзен Гласпелл спектакль снова появился на сценах театров, в том числе поставлен в Orange Tree Theatre в Лондоне в октябре 2009 года.

## Отзывы

### XX век
Пьеса оказалась популярной, однако громким успехом не пользовалась. Первые постановки оценивались как неудачное воплощение гениального замысла, однако и в нём обнаруживался изъян из-за сентиментального окончания.
После присуждения Пулитцеровской премии критики стали относиться к пьесе придирчивей. New York Times критиковал выбор жюри и называл пьесу плоской и не соответствующей дарованию Гласпелл. Другой анонимный критик писал о бродвейской постановке, что зрители одарили её аплодисментами, но овацией их назвать было бы нельзя.

### XXI век
Обозреватель The Guardian Майкл Биллингтон, оценивая постановку 2009 года в Orange Tree Theatre, писал, что Гласпел тонко чувствует семейную жизнь и умеет проникнуть в сердце зрителя.
В рецензии British Theatre Guide персонажи пьесы названы слишком стереотипными, в особенности представители семьи Стэнхоуп. Более живыми рядом с ними выглядят семейный секретарь Энн Лесли и журналист Ричард Ноулз. В целом, пьеса оставила впечатление «мыльной оперы» 75-летней давности и реализовавшей потенциал, имевшийся в истории, использованной в качестве основы.
Вера Шамина из Казанского государственного университета отмечает, что пьеса стоит в одном ряду с современными ей произведениями американского драматического искусства, следующих принципам, введенным в драматургию Генриком Ибсеном: постепенное погружение в прошлое, обнаружение скрытого конфликта за внешне благополучной оболочкой. Первым американцем, заимствовавшим эти принципы из европейской драмы, считается Юджин О’Нил, талант которого был впервые оценён именно Сьюзен Гласпелл.